# Tyco
Tyco International Ltd. — международный многопрофильный конгломерат, существовавший с 1960 по 2016 год. Операционный центр находился в Принстоне (Нью-Джерси, США), а формальное место регистрации несколько раз менялось (Бермуды, Швейцария, Ирландия). В сферу интересов конгломерата входили системы безопасности (противопожарной, видеонаблюдение и др.), водопроводное оборудование, электрооборудование.

## История
Tyco Inc. была основана как инвестиционная и холдинговая компания в 1960 году. Основатель — Артур Розенбург (Arthur J. Rosenburg). Изначально компания состояла из двух частей: Tyco Semiconductors (полупроводники) и лаборатории по исследованию материалов. В первые два года компания занималась в основном лабораторными исследованиями по заказу Правительства США. В 1962 году компания переориентировалась на коммерческое применение исследований в сфере высокотехнологичных материалов и преобразования энергии. Среди разработок компании были лазер на основе карбида кремния и зарядное устройство для аккумуляторов Dynalux.
В 1964 году компания стала публичной, в 1974 году её акции вошли в листинг Нью-Йоркской фондовой биржи. Затем компания начала расти за счёт многочисленных поглощений, основными направлениями стали противопожарные и водопроводные системы, кабели, электроника и упаковочные материалы. В 1987 году оборот компании достиг 1 млрд долларов. В 1992 году компанию возглавил Деннис Козловски, за следующие 6 лет было куплено 110 компаний на общую сумму 28 млрд долларов, оборот к 1998 году достиг 12 млрд долларов. Наиболее крупной сделкой была компания ADT, её поглощение за 5,4 млрд долларов позволило сменить регистрацию на Бермудские острова для минимализации налогообложения.
В апреле 1999 года за 11,4 млрд долларов был куплен производитель сетевого оборудования AMP Inc. За счёт этой и ещё несколько сделок оборот компании за год вырос почти вдвое — с 12 млрд долларов до 22,5 млрд. В 2001 году на поглощения было потрачено около 20 млрд долларов, половину из них было потрачено на покупку финансовой компании CIT Group с активами 50 млрд долларов. 2001 финансовый год Tyco закончила с оборотом 36 млрд долларов и чистой прибылью почти 4 млрд долларов. Конец серии поглощений положил крах корпорации Enron в октябре 2001 года, поскольку инвесторы начали с подозрением относиться к корпорациям с запутанными финансами, а Tyco относилась именно к таким. Курс акций Tyco в 2002 году начал быстро снижаться (с 63 долларов за акцию до 8 долларов), уже в конце 2002 года CIT Group пришлось продать за 4,6 млрд долларов. В июне 2002 года Козловски подал в отставку. Этот год компания закончила с чистым убытком 9,4 млрд долларов.
В 2002 году компания оказалась в центре скандала в связи с нарушениями финансовой отчётности. Против компании и ее бывшего высшего руководства была подана целая серия судебных исков. В 2005 году бывшие генеральный директор Деннис Козловски и главный финансовый директор Марк Шварц получили длительные тюремные сроки за хищение в особо крупном размере, фальсификацию финансовых документов, мошенничество с ценными бумагами и сговор. В суде было установлено, что они использовали средства компании в личных целях на сумму около 600 млн долларов.
В июне 2007 года концерн Tyco был разделён на три формально независимые компании: Covidien (бывшая Tyco Healthcare, одноразовые медицинское материалы и оборудование), Tyco Electronics (позже ставшая TE Connectivity, электроника) и Tyco International (бывшая Tyco Fire & Security и Tyco Engineered Products & Services, противопожарное и инженерное оборудование).
В 2009 году Tyco International сменила место регистрации с Бермудских островов на Швейцарию, а в 2014 году место регистрации было изменено на Ирландию. В 2016 году Tyco International была поглощена компанией Johnson Controls в сделке стоимостью 16,5 млрд долларов.

## Деятельность
Основные продукты и услуги компании включали:
- Инжиниринговые услуги
- Устройства защиты электросетей
- Противокражная система EAS (англ. electronic article surveillance) использующая RFID (англ. radio frequency identification) (Sensormatic)
- Видеонаблюдение / Оборудование для контроля доступа (American Dynamics, Kantech, Software House)
- Системы безопасности (ADT Security Services, DSC)
- Средства обеспечения безопасности в промышленности (в том числе средства индивидуальной защиты)
- Противопожарные системы (Simplex)
- Противопожарное оборудование и пенообразователи (Ansul, Skum, Total Walther и Sabo)
- Трубопроводная арматура
- Оросители для водяного пожаротушения — спринклеры (SimplexGrinnell, Wormald)
- Предохранительные клапаны для ядерной энергетики
- Сенсорные экраны (ELO)